# Carboxydocella sporoproducens
Carboxydocella sporoproducens è una specie di batterio appartenente alla famiglia delle Syntrophomonadaceae.